# Serafín Sánchez
Serafín Gualberto Sánchez Valdivia (Las Villas, 2 de julio de 1846-Paso de las Damas, 18 de noviembre de 1896) fue un patriota cubano. Combatiente de las tres guerras de independencia cubanas, además de participar en el frustrado Plan Gómez-Maceo. Alcanzó el grado de mayor general. Participó en más de 120 combates. También fue agrimensor y maestro. Hermano del coronel Sabás Raimundo Sánchez Valdivia y el brigadier José Joaquín Sánchez Valdivia. Mantuvo una sólida amistad con Máximo Gómez y José Martí, quines lo consideraban un hermano.

## Orígenes y primeros años
Nació el 2 de julio de 1846, en la ciudad de Sancti Spíritus, Cuba. Fue uno de los veintidós hijos de Joaquín Sánchez Marín e Isabel María de Valdivia y Salas, quienes provenían de familias espirituanas de acomodada posición económica.
Su juventud transcurrió entre la ciudad y el campo. Realizó los estudios primarios en un colegio jesuita de su ciudad natal. 
Logró graduarse de agrimensor, pero siempre anheló ser maestro, labor que desempeñaría en el fragor de la guerra. Sus ideales, arraigados desde pequeño, le permitieron despojarse de una vida dependiente de sus padres.

## Guerra de los Diez Años
Se levantó en armas el 6 de febrero de 1869 en la zona norte de la actual provincia de Sancti Spíritus con solo 45 hombres. Cuatro días después participa en su primer combate en Mayajigua y luego en otros como el de Chambas, Palo Seco, La Sacra, Naranjo, y Cascorro, entre otros.
En medio de la difícil vida en la manigua ejerció su profesión de maestro alfabetizando a campesinos y esclavos liberados.
El 1 de octubre de 1877 fue ascendido a coronel y el 18 de diciembre de ese año libró su última acción de envergadura en esta guerra al atacar a un convoy español que se dirigía de Sancti Spíritus al fuerte de Taguasco. El 28 de febrero de 1878 depuso las armas en Ojo de Agua, acogiéndose al Pacto del Zanjón.

## Guerra Chiquita
Permaneció en Sancti Spíritus y esporádicamente en La Habana. En diciembre de 1878 comenzó a gestionar con el alto mando español una salida decorosa para el entonces coronel Ramón Leocadio Bonachea, quien todavía combatía en la jurisdicción de Sancti Spíritus sin ninguna posibilidad de éxito. 
Simultáneamente conspiraba preparando un nuevo alzamiento en Las Villas, para lo cual empleaba el seudónimo de Magón. El 8 de diciembre de 1878, el mayor general Calixto García, presidente del Comité Revolucionario Cubano en el exilio en Nueva York (Estados Unidos), le envió el diploma de general de brigada y el nombramiento de jefe del movimiento revolucionario en la jurisdicción de Sancti Spíritus.
Fue firmante del manifiesto proclamado por Ramón Leocadio Bonachea en Hornos de Cal (Protesta del Jarao), el 15 de abril de 1879.
Participó en la Guerra Chiquita junto con otros jefes militares que se opusieron al Pacto del Zanjón, obtiene el grado de mayor general.
Fracasado todo intento de revitalizar la guerra, el 1 de agosto de 1880 embarcó por la costa norte de Remedios hacia Estados Unidos.

## Exilio
A los pocos días de estancia en Nueva York, decidió establecerse en República Dominicana, donde permaneció más de once años. Allí colaboró con el Plan Gómez-Maceo (1884-1886), el cual finalmente no fructificó.
Posteriormente, se estableció en Cayo Hueso. En el exilio, colaboró con José Martí, destacándose como escritor, poeta y periodista.
Participa en la organización del fracasado plan de la Fernandina. Luego organiza junto al general Carlos Roloff una expedición para regresar a su patria. Desembarca en costas cubanas el 24 de julio de 1895 por la zona de Punta Caney, Sancti Spíritus.

## Guerra Necesaria y muerte

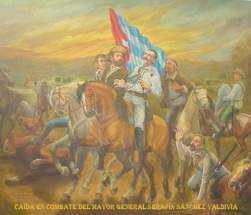
Caída en combate del mayor general Serafín Sánchez Valdivia.

Al serle otorgado a Carlos Roloff el cargo de secretario de Guerra pasa a ser jefe del IV Cuerpo del Ejército Libertador.
A finales del año 1896 regresa a su provincia natal, donde realiza varios combates provocándole nuevas derrotas al enemigo.
El 18 de noviembre de 1896, en la batalla del Paso de las Damas ―en la provincia de Las Villas― combatía contra fuerzas españolas que superaban en gran número a las mambisas. 
Después de cumplido el objetivo de la batalla ordenó la retirada. En ese momento una bala de máuser lo atravesó desde el hombro derecho al izquierdo y cayó en brazos de José Inés Fernández. Algunos que fueron a socorrerlo escucharon sus últimas palabras: «¡Me han matado! ¡No importa, qué siga la marcha!». Falleció a las 5:15 p. m.

## Legado
Es, sin dudas, junto a Gómez y Maceo, uno de los principales caudillos de la Guerra del 95. Su avanzada ideología, hizo que no sólo fustigara a las fuerzas españolas, y al racismo y divisionismo dentro de las fuerzas cubanas, sino que previó las intenciones norteamericanas de involucrarse en el conflicto hispano-cubano. Se destacó como hombre de pensamiento y acción, de elevada estatura ideológica y visión política.
Actualmente, la plaza de la revolución de la ciudad de Sancti Spíritus lleva su nombre y en ella fue erigida una estatua en su honor.